# Comisión Estatal para el Desarrollo Sostenible de los Pueblos Indígenas
Comisión Estatal para el Desarrollo Sostenible de los Pueblos Indígenas (también y mayormente conocida como CEDSPI, fue creada el 31 de julio de 2017 en la ciudad de Pachuca), es un Organismo Descentralizado de la Administración Pública del Estado de Hidalgo, no sectorizado, con personalidad jurídica y patrimonio propios, con autonomía operativa, técnica, presupuestal, administrativa y de gestión.
Fue creada a partir de la escisión de la Subsecretaría de Atención a Pueblos Indígenas y Comunidades Marginadas,  de la Secretaría de Desarrollo Social del Gobierno del Estado de Hidalgo, con la finalidad de atender de manera integral las necesidades de la población indígena hidalguense.

## Destacados
- La CEDSPI ha sido acreditada en 2019 como Centro Evaluador en competencias lingüísticas por el INALI[2]
- En el marco de la celebración del día internacional de los pueblos indígenas 2021, organizó el  Primer Concurso de Fotografía "Pueblos Indígenas de Hidalgo: Cultura y Tradición" [3]
- Ha traducido y publicado la Declaración de las Naciones Unidas sobre los derechos de los pueblos indígenas en las lenguas Náhuatl, Hñahñu y Tepehua
- Ha desarrollado el Certificado de Municipio Incluyente Indígena, el cual han obtenido al menos 10 municipios hidalguenses.